# Cleora fuscaria
Cleora fuscaria är en fjärilsart som beskrevs av Edward Alfred Cockayne 1948. Cleora fuscaria ingår i släktet Cleora och familjen mätare. Inga underarter finns listade i Catalogue of Life.